# Barrio del Canal de Sluseholmen
El Barrio del Canal de Sluseholmen (en danés: Sluseholmen Kanalby) es un desarrollo residencial, situado en la península de Sluseholmen en la zona del puerto al sur de Copenhague, Dinamarca. 
El desarrollo consta de 1.350 viviendas. Los apartamentos se construyeron en ocho islas artificiales, separados por canales excavados. Cada isla es un bloque cerrado de casas, de 4 a 7 pisos de altura, construida alrededor de un patio protegido con acceso público. Las casas suelen estar direccionadas a los canales, mientras que los puentes y muelles crean un contacto directo con las islas. 
El desarrollo fue diseñado por el arquitecto holandés Sjoerd Soeters y el estudio de arquitectura danés Arkitema y para el desarrollo del paisaje urbano, las fachadas de las casas individuales fueron diseñadas por 20 estudios de arquitectura diferentes.

## Historia
La península Sluseholmen se utilizaba para la industria pesada, incluyendo una fábrica de coches Ford. A medida que la industria se trasladó al sur de la ciudad, así que un plan fue concebido para desarrollar Sluseholmen en un distrito residencial. 
El plan fue el resultado de una cooperación entre Sjoerd Soeters, Arkitema, el puerto de Copenhague y la ciudad de Copenhague. 
La construcción comenzó en 2004, los primeros residentes se mudaron en 2007 y para 2008 el desarrollo de la zona del canal Sluseholmen se había completado

## Arquitectura
El concepto general para el área fue desarrollada por Sjoerd Soeters y Arkitema, con la inspiración del desarrollo de las islas artificiales residencial en Ámsterdam.
Para asegurar un paisaje variado, inspirado en la arquitectura vernácula de Copenhague, las fachadas de las casas individuales fueron diseñadas por 20 empresas diferentes arquitectura danesa. 
Arkitema elaboró un conjunto de dogmas, que rigen los materiales utilizados, las proporciones de los fachadas y la paleta de colores de las mismas. 
También se decidió que al menos cinco empresas diferentes tenían que estar involucrados en el diseño de cada isla. 
El resultado es muy animada y la vivienda de bloques imaginativas, con las casas individuales son muy diversos en apariencia.